# پارک ملی چونگ-کمین
پارک ملی چونگ-کمین (به لاتین: Chong-Kemin Nature Park) یک پارک ملی در قرقیزستان است که در شهرستان کمین واقع شده‌است.